# Wereldkampioenschappen wielrennen 1995 – Wegwedstrijd mannen
De wegwedstrijd voor mannen op de wereldkampioenschappen wielrennen 1995 werd gehouden op 8 oktober. De 106 renners moesten een parcours van 265,5 kilometer in en rond Duitama afleggen. De Spanjaard Abraham Olano won, voor zijn landgenoot Miguel Indurain en Marco Pantani uit Italië.
Van de 106 renners aan de start, haalden slechts twintig de finish. Geen van de zeven Belgische en twaalf Nederlandse deelnemers haalde de eindstreep.

## Uitslag
| Plaats | Naam                 | Tijd     |
| ------ | -------------------- | -------- |
| Goud   | Abraham Olano        | 7u09'55" |
| Zilver | Miguel Indurain      | + 35"    |
| Brons  | Marco Pantani        | z.t.     |
| 4      | Mauro Gianetti       | z.t.     |
| 5      | Pascal Richard       | + 53"    |
| 6      | Richard Virenque     | + 1'31"  |
| 7      | Dmitri Konysjev      | + 1'53"  |
| 8      | Oliverio Rincón      | z.t.     |
| 9      | Rolf Sørensen        | z.t.     |
| 10     | Felice Puttini       | z.t.     |
| 11     | Israel Ochoa         | + 3'08"  |
| 12     | Francesco Casagrande | + 3'49"  |
| 13     | José María Jiménez   | + 6'59"  |
| 14     | Fernando Escartín    | + 8'52"  |
| 15     | José Jaime González  | + 9'22"  |
| 16     | Oscar Pelliccioli    | + 13'15" |
| 17     | Paolo Lanfranchi     | z.t.     |
| 18     | Zenon Jaskuła        | + 15'24" |
| 19     | Miguel Arroyo        | + 37'55" |
| 20     | Andy Hampsten        | z.t.     |

1927 · 
1928 · 
1929 · 
1930 · 
1931 · 
1932 · 
1933 · 
1934 · 
1935 · 
1936 · 
1937 · 
1938 · 
1946 · 
1947 · 
1948 · 
1949 · 
1950 · 
1951 · 
1952 · 
1953 · 
1954 · 
1955 · 
1956 · 
1957 · 
1958 · 
1959 · 
1960 · 
1961 · 
1962 · 
1963 · 
1964 · 
1965 · 
1966 · 
1967 · 
1968 · 
1969 · 
1970 · 
1971 · 
1972 · 
1973 · 
1974 · 
1975 · 
1976 · 
1977 · 
1978 · 
1979 · 
1980 · 
1981 · 
1982 · 
1983 · 
1984 · 
1985 · 
1986 · 
1987 · 
1988 · 
1989 · 
1990 · 
1991 · 
1992 · 
1993 · 
1994 · 
1995 · 
1996 · 
1997 · 
1998 · 
1999 · 
2000 · 
2001 · 
2002 · 
2003 · 
2004 · 
2005 · 
2006 · 
2007 · 
2008 · 
2009 ·
2010 · 
2011 · 
2012 · 
2013 · 
2014 · 
2015 · 
2016 · 
2017 · 
2018 · 
2019 · 
2020 · 
2021 · 
2022 · 
2023 · 
2024 · 
2025